# Wiktor Martynowski
Wiktor Martynowski (ur. 17 października 1887 w Warszawie, zm. po 1938) – polski rolnik, działacz niepodległościowy i społeczny, poseł na Sejm IV kadencji (1935–1938) w II Rzeczypospolitej.

## Życiorys
Urodził się 17 października 1887 w Warszawie, w rodzinie Józefa.
Podczas I wojny światowej należał do POW, w czasie wojny polsko-bolszewickiej służył w Naczelnym Dowództwie Wojska Polskiego, następnie jako pracownik Wydziału Osadnictwa Żołnierskiego przy Gabinecie Ministra Spraw Wojskowych. Został formalnie przeniesiony do rezerwy i jako oficer rezerwy pozostawiony w służbie czynnej. Pełnił funkcję przedstawiciela MSWojsk. przy Okręgowym Urzędzie Ziemskim w Grodnie. Jego oddziałem macierzystym był 3 dywizjon taborów w Sokółce. 8 stycznia 1924 został zatwierdzony w stopniu porucznika ze starszeństwem z 1 czerwca 1919 i 101. lokatą w korpusie oficerów rezerwy taborowych. W 1934, jako oficer rezerwy pozostawał w ewidencji Powiatowej Komendy Uzupełnień Grodno i posiadał przydział do Kadry 3 dywizjonu taborów.
Po przejściu do rezerwy prowadził gospodarstwo rolne w osadzie Rokitno (w gminie Wiercieliszki, w powiecie grodzieńskim), które otrzymał w ramach osadnictwa wojskowego.
Pełnił szereg funkcji społecznych, był m.in.: członkiem Rady Gminnej w Wierciliszkach, Wydziału Powiatowego, Komunalnej Kasy Oszczędności, Kasy Stefczyka, Związku Powiatowego Rolników i Zjednoczenia Rolniczo-Handlowego w Grodnie. Był kilkakrotnie powoływany do Centralnego Związku Osadników w Warszawie. Politycznie był związany z BBWR.
W wyborach parlamentarnych w 1935 roku został wybrany posłem na Sejm IV kadencji (1935–1938) 61 940 głosami z listy BBWR z okręgu nr 44, obejmującego powiaty: grodzieński i wołkowyski. W kadencji tej pracował w komisji skarbowej. W marcu 1936 roku został wybrany do specjalnej komisji budowlanej.
W V kadencji był zastępcą senatora z województwa białostockiego.
W 1939 został aresztowany przez funkcjonariuszy organów NKWD Zachodniej Białorusi. Dalsze losy Martynowskiego nie są znane.

## Ordery i odznaczenia
- Krzyż Niepodległości z Mieczami – 27 czerwca 1938 „za pracę na polu odzyskania niepodległości”[15][1][16]
- Krzyż Walecznych trzykrotnie – 1921[17][18]
- Srebrny Krzyż Zasługi – 10 listopada 1933 „za zasługi na polu pracy społecznej”[19]
- Odznaka pamiątkowa Polskiej Organizacji Wojskowej